# Final V.U. 1971-1973
Final V.U. 1971–1973 è un box set del gruppo rock The Velvet Underground, comprendente registrazioni dal vivo di concerti effettuati dai membri residui dei Velvet Underground quando ormai il principale autore delle canzoni della band, Lou Reed, aveva già lasciato il gruppo. Il cofanetto è stato pubblicato dall'etichetta discografica giapponese Captain Trip Records nell'agosto del 2001.

## Il disco
Dopo che il cantante, chitarrista e compositore principale Lou Reed aveva lasciato i Velvet Underground nell'agosto 1970, la band decise di continuare senza di lui: il polistrumentista Doug Yule assunse la leadership all'interno del gruppo. Questa formazione dei Velvet Underground, che comprendeva ancora i membri originari Sterling Morrison e Maureen Tucker, suonò in circa 30 date per promuovere il quarto e ultimo album della band, Loaded (1970).
Circa un anno dopo l'uscita di Reed dal gruppo, anche Morrison lasciò la band e venne rimpiazzato dal tastierista Willie Alexander. La band iniziò un tour lungo la Gran Bretagna e i Paesi Bassi, ancora in supporto a Loaded, che era uscito nel marzo 1971 in Europa. Due date di questo tour, il 5 novembre 1971 a Londra e il 19 novembre a Amsterdam, vennero registrate da membri del pubblico, e appaiono rispettivamente sul disco uno e due di questo box set. Il concerto di Amsterdam fu anche registrato dalla stazione radio tedesca VPRO e in seguito mandato in onda. Qualcuna delle tracce prese dalla trasmissione radiofonica furono registrate da un fan e appaiono come le tracce dalla 11 alla 14 sul quarto disco di questo box.
Una volta terminato il tour europeo, la formazione Yule/Alexander/Powers/Tucker avrebbe dovuto registrare un nuovo album in studio. Ma il manager Steve Sesnick spedì Alexander, Powers e la Tucker a casa, lasciando il solo Yule a registrare l'album Squeeze con l'aiuto di qualche session men di studio (incluso il batterista dei Deep Purple Ian Paice).
Quindi Sesnick assemblò un gruppo di spalla per Yule per un nuovo tour in Gran Bretagna in supporto a Squeeze. Poco tempo dopo l'inizio del tour, comunque, anche Sesnick se ne andò via. Yule e la band tirarono avanti ancora per qualche concerto prima di sciogliersi definitivamente. Una data di questo tour, quella del 6 dicembre 1972 al St David's College in Galles, venne registrata da uno degli spettatori e appare sul terzo disco del box set.
Nella primavera del 1973, Yule insieme a qualche amico fece qualche concerto nel New England con un nuovo gruppo, che suonava anche canzoni dei Velvet Underground. Una data di questo tour, il 27 maggio 1973 a Boston, fu catturata su nastro da un membro del pubblico e appare sul quarto disco del cofanetto.

## Tracce
Tutti i brani scritti da Lou Reed eccetto dove indicato.
Disco 1
1. Chapel of Love (Barry, Greenwich, Spector)
2. I'm Waiting for the Man
3. Spare Change (Alexander)
4. Some Kinda Love/Turn On Your Love Light (Reed/Malone, Scott)
5. White Light/White Heat
6. Pretty Tree Climber (Alexander)
7. Rock and Roll
8. Back on the Farm (Alexander)
9. Dopey Joe (Yule)
10. Sister Ray/Never Going Back to Georgia (Reed, Cale, Morrison, Tucker/Alexander)
11. After Hours

Disco 2
1. I'm Waiting for the Man
2. Spare Change (Alexander)
3. Some Kinda Love
4. White Light/White Heat
5. Pretty Tree Climber (Alexander)
6. What Goes On
7. Cool It Down
8. Back on the Farm (Alexander)
9. Oh! Sweet Nuthin'
10. Sister Ray/Never Going Back to Georgia (Reed, Cale, Morrison, Tucker/Alexander)
11. After Hours
12. Dopey Joe (Yule)
13. Rock and Roll

Disco 3
1. I'm Waiting for the Man
2. White Light/White Heat
3. Some Kinda Love
4. Little Jack (Yule)
5. Sweet Jane
6. Mean Old Man (Yule)
7. Run Run Run
8. Caroline (Yule)
9. Dopey Joe (Yule)
10. What Goes On
11. Sister Ray/Train Round the Bend (Reed, Cale, Morrison, Tucker/Reed)
12. Rock and Roll
13. I'm Waiting for the Man

Disco 4
1. I'm Waiting for the Man
2. Little Jack (Yule)
3. White Light/White Heat
4. Caroline (Yule)
5. Sweet Jane
6. Mean Old Man (Yule)
7. Who's That Man (Yule)
8. Let It Shine (Yule)
9. Mama's Little Girl (Yule)
10. Train Round the Bend
11. White Light/White Heat
12. What Goes On
13. Cool It Down
14. Oh! Sweet Nuthin'

## Formazione
The Velvet Underground
- Willie Alexander - tastiere, voce (disco 1, disco 2, disco 4: 11-14)
- Walter Powers - basso, cori (disco 1, disco 2, disco 4: 11-14)
- Maureen Tucker - batteria (disco 1, disco 2, disco 4: 11–14)
- Doug Yule - voce, chitarra

Musicisti aggiuntivi
- George Kay - basso (disco 3, disco 4: 1–10)
- Mark Nauseef - batteria (disco 3)
- Rob Norris - chitarra (disco 3)
- Don Silverman - chitarra (disco 4: 1–10)
- Billy Yule - batteria (disco 4: 1–10)